# Theaster Gates
Theaster Gates, född 28 augusti 1973 i Chicago, är en amerikansk installationskonstnär som bor och arbetar i Chicago. Han behandlar stadsplanering, religion och hantverk. Han ägnar sig åt att kombinera arbete med stadsplanering och konstutövning.
Theaster Gates utbildade sig i stadsplanering och keramik vid Iowa State University (kandidatexamen 1996), konst och religion vid University of Cape Town (magisterexamen 1998) och i stadsplanering, keramik och religion vid Iowa State University (magisterexamen 2006). Han har varit chef för avdelningen Arts and Public Life på University of Chicago.
Theaster Gates deltog i dOCUMENTA (13) i Kassel i Tyskland 2012.